# Кубок Украины по футболу 2002/2003
Кубок Украины по футболу 2002—2003 (укр. Кубок України з футболу 2002—2003) — 12-й розыгрыш Кубка Украины. Проводился с 9 августа 2002 года по 25 мая 2003 года. 
Участие принимали 64 команды. Победителем в шестой раз стало киевское «Динамо», обыгравшее в финале донецкий «Шахтёр» со счётом 2:1.

## Участники
| Клубы высшей лиги: | Клубы первой лиги: | Клубы второй лиги: | Клубы второй лиги: |
| - «Арсенал» (Киев) - «Волынь» (Луцк) - «Ворскла» (Полтава) - «Динамо» (Киев) - «Днепр» (Днепропетровск) - «Карпаты» (Львов) - «Кривбасс» (Кривой Рог) - «Металлист» (Харьков) - «Металлург» (Донецк) - «Металлург» (Запорожье) - «Металлург» (Мариуполь) - «Оболонь» (Киев) - «Полиграфтехника» (Александрия) - «Таврия» (Симферополь) - «Черноморец» (Одесса) - «Шахтёр» (Донецк) | - «Арсенал» (Харьков) - «Борисфен» (Борисполь) - ФК «Винница» - «Закарпатье» (Ужгород) - «Звезда» (Кировоград) - ФК «Красилов» - ФК «Николаев» - «Нефтяник-Укрнефть» (Ахтырка) - «Прикарпатье» (Ивано-Франковск) - «Полесье» (Житомир) - «Система-Борекс» (Бородянка) - «Сокол» (Золочев) - «Спартак» (Сумы) - «Сталь» (Алчевск) - ЦСКА (Киев) | - «Авангард» (Ровеньки) - «Буковина» (Черновцы) - «Верес» (Ровно) - «Газовик-Скала» (Стрый) - «Галичина» (Дрогобыч) - «Горняк-Спорт» (Комсомольск) - «Десна» (Чернигов) - «Динамо-ИгроСервис» (Симферополь) - «Днестр» (Овидиополь) - «Заря» (Луганск) - «Ковель-Волынь-2» (Ковель) - «Кристалл» (Херсон) - «Лукор» (Калуш) - «Нафком-Академия» (Ирпень) - «Нефтяник» (Долина) - «Нива» (Тернополь) - «Олимпия-АЭС» (Южноукраинск) | - «Олком» (Мелитополь) - «Подолье» (Хмельницкий) - «Рось» (Белая Церковь) - ФК «Севастополь» - «Система-КХП» (Черняхов) - «Сталь» (Днепродзержинск) - «Техно-Центр» (Рогатин) - «Титан» (Армянск) - «Торпедо» (Запорожье) - «Уголёк» (Димитров) - «Черногора» (Ивано-Франковск) - «Шахтёр» (Луганск) - «Электрометаллург-НЗФ» (Никополь) - «Электрон» (Ромны) - «Энергетик» (Бурштын) - «Явор» (Краснополье) |

## 1/32 финала
Матчи 1/32 финала состоялись 9-10 августа 2002 года.
| Команда 1                         | Счёт         | Команда 2                         |
| --------------------------------- | ------------ | --------------------------------- |
| 9 августа 2002                    |              |                                   |
| «Сталь» (Днепродзержинск)         | 0:2          | «Шахтёр» (Донецк)                 |
| 10 августа 2002                   |              |                                   |
| «Энергетик» (Бурштын)             | 0:1          | «Динамо» (Киев)                   |
| «Ковель-Волынь-2» (Ковель)        | 1:3          | «Металлург» (Донецк)              |
| «Кристалл» (Херсон)               | 0:1 (д.в.)   | «Металлург» (Запорожье)           |
| «Авангард» (Ровеньки)             | 0:3          | «Металлист» (Харьков)             |
| «Заря» (Луганск)                  | 1:4          | «Днепр» (Днепропетровск)          |
| «Галичина» (Дрогобыч)             | 0:1 (д.в.)   | «Таврия» (Симферополь)            |
| «Нива» (Тернополь)                | 2:5          | «Карпаты» (Львов)                 |
| «Шахтёр» (Луганск)                | 1:3          | «Кривбасс» (Кривой Рог)           |
| «Днестр» (Овидиополь)             | 1:0          | «Металлург» (Мариуполь)           |
| «Рось» (Белая Церковь)            | 1:2          | «Ворскла» (Полтава)               |
| «Уголёк» (Димитров)               | 0:2          | «Арсенал» (Киев)                  |
| «Верес» (Ровно)                   | 0:2          | «Полиграфтехника» (Александрия)   |
| «Торпедо» (Запорожье)             | 0:3          | «Волынь» (Луцк)                   |
| ФК «Севастополь»                  | 0:6          | «Черноморец» (Одесса)             |
| «Лукор» (Калуш)                   | 1:4          | «Оболонь» (Киев)                  |
| «Олимпия-АЭС» (Южноукраинск)      | 0:2          | «Закарпатье» (Ужгород)            |
| «Нефтяник» (Долина)               | 1:3          | «Полесье» (Житомир)               |
| «Нафком-Академия» (Ирпень)        | 2:1          | «Прикарпатье» (Ивано-Франковск)   |
| «Десна» (Чернигов)                | 0:1          | «Сталь» (Алчевск)                 |
| «Титан» (Армянск)                 | 1:4          | «Нефтяник-Укрнефть» (Ахтырка)     |
| «Газовик-Скала» (Стрый)           | 0:1          | «Звезда» (Кировоград)             |
| «Буковина» (Черновцы)             | 2:3          | ФК «Николаев»                     |
| «Динамо-ИгроСервис» (Симферополь) | 0:1          | «Борисфен» (Борисполь)            |
| «Олком» (Мелитополь)              | 1:0          | ЦСКА (Киев)                       |
| «Электрон» (Ромны)                | 1:0          | ФК «Винница»                      |
| «Явор» (Краснополье)              | 0:0 (п. 4:3) | «Система-Борекс» (Бородянка)      |
| «Подолье» (Хмельницкий)           | 1:1 (п. 4:5) | ФК «Красилов»                     |
| «Горняк-Спорт» (Комсомольск)      | 0:2          | «Спартак» (Сумы)                  |
| «Черногора» (Ивано-Франковск)     | 0:2          | «Сокол» (Золочев)                 |
| «Техно-Центр» (Рогатин)           | 1:3          | «Арсенал» (Харьков)               |
| «Система-КХП» (Черняхов)          | 2:1          | «Электрометаллург-НЗФ» (Никополь) |

## 1/16 финала
Матчи 1/16 финала состоялись 24 августа 2002 года.
| Команда 1                     | Счёт         | Команда 2                       |
| ----------------------------- | ------------ | ------------------------------- |
| «Система-КХП» (Черняхов)      | 0:4          | «Шахтёр» (Донецк)               |
| «Полесье» (Житомир)           | 0:4          | «Динамо» (Киев)                 |
| «Днестр» (Овидиополь)         | 2:3          | «Металлург» (Донецк)            |
| «Сокол» (Золочев)             | 1:0          | «Металлург» (Запорожье)         |
| ФК «Красилов»                 | 1:1 (п. 3:2) | «Металлист» (Харьков)           |
| «Нефтяник-Укрнефть» (Ахтырка) | 0:3          | «Днепр» (Днепропетровск)        |
| «Арсенал» (Харьков)           | 1:1 (п. 5:3) | «Таврия» (Симферополь)          |
| «Нафком-Академия» (Ирпень)    | 1:0          | «Карпаты» (Львов)               |
| ФК «Николаев»                 | 0:1          | «Кривбасс» (Кривой Рог)         |
| «Олком» (Мелитополь)          | 0:1          | «Ворскла» (Полтава)             |
| «Звезда» (Кировоград)         | 2:3 (д.в.)   | «Арсенал» (Киев)                |
| «Сталь» (Алчевск)             | 1:1 (п. 4:2) | «Полиграфтехника» (Александрия) |
| «Борисфен» (Борисполь)        | 1:2          | «Волынь» (Луцк)                 |
| «Явор» (Краснополье)          | 0:0 (п. 7:6) | «Черноморец» (Одесса)           |
| «Спартак» (Сумы)              | 0:2          | «Оболонь» (Киев)                |
| «Электрон» (Ромны)            | 4:0          | «Закарпатье» (Ужгород)          |

## 1/8 финала
Матчи 1/8 финала состоялись 19-20 октября 2002 года
| Команда 1               | Счёт       | Команда 2                  |
| ----------------------- | ---------- | -------------------------- |
| 19 октября 2002 г.      |            |                            |
| «Шахтёр» (Донецк)       | 4:0        | «Электрон» (Ромны)         |
| «Динамо» (Киев)         | 2:0        | «Сталь» (Алчевск)          |
| «Оболонь» (Киев)        | 0:1        | «Металлург» (Донецк)       |
| «Явор» (Краснополье)    | 0:3        | «Днепр» (Днепропетровск)   |
| «Кривбасс» (Кривой Рог) | 1:0        | «Арсенал» (Харьков)        |
| «Ворскла» (Полтава)     | 3:2 (д.в.) | «Нафком-Академия» (Ирпень) |
| «Волынь» (Луцк)         | 3:0        | ФК «Красилов»              |
| 20 октября 2002 г.      |            |                            |
| «Арсенал» (Киев)        | 4:0        | «Сокол» (Золочев)          |

## 1/4 финала
Четвертьфиналы состояли из двух матчей. Первые матчи прошли 16-го, ответные — 24 ноября 2002 года.
| Команда 1               | Итог | Команда 2                | 1-й матч | 2-й матч |
| ----------------------- | ---- | ------------------------ | -------- | -------- |
| «Кривбасс» (Кривой Рог) | 3:6  | «Шахтёр» (Донецк)        | 2:2      | 1:4      |
| «Динамо» (Киев)         | 5:0  | «Ворскла» (Полтава)      | 1:0      | 4:0      |
| «Волынь» (Луцк)         | 3:2  | «Металлург» (Донецк)     | 3:0      | 0:2      |
| «Арсенал» (Киев)        | 0:2  | «Днепр» (Днепропетровск) | 0:0      | 0:2      |

### Первые матчи
| «Кривбасс» (Кривой Рог)      | 2:2             | «Шахтёр» (Донецк)         |
| ---------------------------- | --------------- | ------------------------- |
| Платонов 40′ · Мусолитин 64′ | протокол (укр.) | 45′ Воробей · 69′ Агахова |

| «Арсенал» (Киев) | 0:0             | «Днепр» (Днепропетровск) |
| ---------------- | --------------- | ------------------------ |
|                  | протокол (укр.) |                          |

| «Волынь» (Луцк)                            | 3:0             | «Металлург» (Донецк) |
| ------------------------------------------ | --------------- | -------------------- |
| Алиев 42′ · Соколенко 71′ · Гребеножко 73′ | протокол (укр.) |                      |

| «Динамо» (Киев) | 1:0             | «Ворскла» (Полтава) |
| --------------- | --------------- | ------------------- |
| Шацких 72′      | протокол (укр.) |                     |

### Ответные матчи
| «Металлург» (Донецк)     | 2:0             | «Волынь» (Луцк) |
| ------------------------ | --------------- | --------------- |
| Чечер 22′ · Ткаченко 91′ | протокол (укр.) |                 |

| «Днепр» (Днепропетровск)     | 2:0             | «Арсенал» (Киев) |
| ---------------------------- | --------------- | ---------------- |
| Назаренко 11′ · Максимюк 83′ | протокол (укр.) |                  |

| «Ворскла» (Полтава) | 0:4             | «Динамо» (Киев)                                         |
| ------------------- | --------------- | ------------------------------------------------------- |
|                     | протокол (укр.) | 20′ Дмитрулин · 56′ Шацких · 62′ Мелащенко · 63′ Ринкон |

| «Шахтёр» (Донецк)                                 | 4:1             | «Кривбасс» (Кривой Рог) |
| ------------------------------------------------- | --------------- | ----------------------- |
| Зубов 38′ (пен.) · Белик 45′, 73′ · Старостяк 63′ | протокол (укр.) | 25′ Мусолитин           |

## 1/2 финала
Полуфиналы состояли из двух матчей. Первые матчи прошли 5 марта, ответные — 16 апреля 2003 года.
| Команда 1                | Итог | Команда 2         | 1-й матч | 2-й матч |
| ------------------------ | ---- | ----------------- | -------- | -------- |
| «Днепр» (Днепропетровск) | 1:3  | «Шахтёр» (Донецк) | 0:0      | 1:3      |
| «Волынь» (Луцк)          | 1:7  | «Динамо» (Киев)   | 0:4      | 1:3      |

### Первые матчи
| «Днепр» (Днепропетровск) | 0:0             | «Шахтёр» (Донецк) |
| ------------------------ | --------------- | ----------------- |
|                          | протокол (укр.) |                   |

| «Волынь» (Луцк) | 0:4             | «Динамо» (Киев)                                    |
| --------------- | --------------- | -------------------------------------------------- |
|                 | протокол (укр.) | 22′ Гавранчич · 24′ Ринкон · 31′ Леко · 64′ Шацких |

### Ответные матчи
| «Шахтёр» (Донецк)                            | 3:1             | «Днепр» (Днепропетровск) |
| -------------------------------------------- | --------------- | ------------------------ |
| Флоря 37′ · Воробей 64′ (пен.) · Пуканыч 76′ | протокол (укр.) | 87′ Матюхин              |

| «Динамо» (Киев)                          | 3:1             | «Волынь» (Луцк) |
| ---------------------------------------- | --------------- | --------------- |
| Милевский 8′ · Хацкевич 20′ · Чернат 81′ | протокол (укр.) | 67′ Гулиев      |

## Финал
Финальный матч состоялся 25 мая 2003 года в Киеве на национальном спортивном комплексе «Олимпийский».
| «Динамо» (Киев)             | 2:1      | «Шахтёр» (Донецк) |
| --------------------------- | -------- | ----------------- |
| Хацкевич 56′ · Ринкон 90+1′ | протокол | 18′ Воробей       |

| Обладатель Кубка Украины 2002/03 |
| -------------------------------- |
| «Динамо» (Киев) 6-й титул        |

## Лучшие бомбардиры
|    | Игрок                | Клуб                       | Игры | Голы (пен.) |
| -- | -------------------- | -------------------------- | ---- | ----------- |
| 1  | Андрей Воробей       | «Шахтёр» (Донецк)          | 6    | 5 (1)       |
| 2  | Максим Шацких        | «Динамо» (Киев)            | 7    | 5           |
| 3  | Диого Ринкон         | «Динамо» (Киев)            | 7    | 4           |
| 4  | Константин Балабанов | «Черноморец» (Одесса)      | 2    | 3           |
| 5  | Сергей Левченко      | «Нафком-Академия» (Ирпень) | 3    | 3           |
| 5  | Владимир Мусолитин   | «Кривбасс» (Кривой Рог)    | 3    | 3           |
| 7  | Сергей Шевцов        | «Ворскла» (Полтава)        | 4    | 3           |
| 8  | Эммануэль Окодува    | «Арсенал» (Киев)           | 5    | 3           |
| 8  | Александр Клименко   | «Арсенал» (Киев)           | 5    | 3           |
| 10 | Сергей Назаренко     | «Днепр» (Днепропетровск)   | 5    | 3 (1)       |